# Щукин, Леонид Антонович
Леонид Антонович Щукин (род. 12 июля 1945, Омск) — советский хоккеист, нападающий. Мастер спорта СССР (1965). Тренер. Один из создателей ринкбола и флорбола в России.

## Биография
Воспитывался на омском стадионе «Авангард», где тренером по футболу и хоккею был Михаил Антонович Скворцов. Играл за юношескую команду завода транспортного машиностроения. Сезон 1962/63 отыграл за «Авангард» в первенстве РСФСР. Со следующего сезона — в команде второй группы класса «А» «Аэрофлот». В сезонах 1966/67 — 1967/68 играл за СКА Новосибирск, проходя армейскую службу. Выступал в омских командах «Каучук» (1968/69), «Локомотив» Омск (1969/70 — 1971/72), «Химик» (1972/73) Несколько лет играл с травмой ноги и завершил карьеру в 27 лет.
Окончил СибГУФК по специальности физическая культура и спорт. Работал тренером в «Локомотиве», в детско-спортивной школе. Во второй половине сезона 1982/83 возглавил «Авангард», в сезоне 1983/84 — тренер команды. Работал директором СДЮШОР-22, тренировал команды омского «Полёта» по ринкболу и флорболу. Входил в тренерский состав сборной России по флорболу на чемпионатах Европы 1994, 1995, чемпионатах мира (1996, 2000, 2006, 2010). Главный тренер сборной команды России — победителя первого чемпионата мира по ринкболу (1998, Омск).
По состоянию на 2017 год — главный тренер молодёжной и национальной команд России по флорболу. Главный тренер флорбольной команды «Сибирь» Омская область.
Награждён почетным знаком Федерального агентства по физической культуре и спорту «За заслуги в развитии физической культуры и спорта» (1999), почётным знаком Российской Федерации «Почётный работник общего образования» (2000).